# Mohoua albicilla
Mohoua albicilla là một loài chim trong họ Pachycephalidae.